# Кралово поле
Кралово полѐ (на чешки: Královo Pole, на хантец Kénig, Kénik (често съкращавано между бърненци като Крполѐ), на немски: Königsfeld) е квартал в Бърно, бивш град в Чехия.

## Местоположение
Кварталът има кадастрална площ от 549,73 хектара.
Днес се намира в северната част на града, в съседство с неговия център. Попада в границите на няколко общини на Бърно, представляван е от община Бърно – Кралово поле от 24 ноември 1990 г.

## Характеристика
Районът има силно изразен градски характер. Преобладават няколкоетажните къщи. На територията му се намират Ветеринарният и фармацевтичен университет (в южната му част) и Висшият технологичен университет (в западната).

## История
Първото писмено споменаване на Кралово полѐ e от 1240 г., когато селището, както повечето села в околностите на Бърно, е собственост на краля. От това най-вероятно произлиза и името му – кралска земя, кралско поле.